# إسطفان الغلبوني
إسطفان الغلبوني هو شاعر مهجري لبناني عاش في لبنان والبرازيل وأحد أعضاء ندوة «رواق المعري» في البرازيل وهي تجمع أدبي يعنى بالأدب العربي في البرازيل. يتميز شعره بالطرافة وكأنه شعر اجتماعي وشعر مناسبات ويتسم بالسخرية بغاية إحداث المفارقة التي تجلب انتباه المتلقي.

## النشأة والمسيرة
تعلم في مدرسة عين ورقة في لبنان أين تعلم باللغتين العربية والفرنسية. ثم درّس في قرى البترون في لبنان وأصدر جريدة «الميزان» وحرّر في جريدتي «المناظر» و«أبو الهول». هاجر إلى البرازبل في 1907 على الأرجح وأنشأ مدرسة لتعليم العربية. يتميز شعره بالطرافة ويشبه الشعر الاجتماعي وشعر المناسبات ويستعمل فيه السخرية لخلق المفارقة التي تجذب القارئ.

## وصلات خارجية
- الغلبوني[وصلة مكسورة] في معجم البابطين لشعراء العربية في القرنين التاسع عشر والعشرين